# Ene Braniște
Ene Braniște (n. 12 octombrie 1913, Suseni, România – d. 18 martie 1984, București, România) a fost un teolog român, care este considerat unul dintre cei mai de seamă teologi liturghiști din Ortodoxia românească.

## Biografie
Ene Braniște s-a născut la data de 12 octombrie 1913 în comuna Suseni (județul Argeș). A efectuat studii la Seminarul Teologic din Curtea de Argeș (1925-1933), apoi la Facultatea de Teologie din București (1933-1937), unde și-a luat licența în 1938 și apoi a obținut titlul științific de doctor în teologie în anul 1943 cu teza Explicarea Sfintei Liturghii după Nicolae Cabasila.
A fost hirotonit ca diacon (1940) și apoi ca preot (1950), fiind ridicat ulterior la rangul de iconom stavrofor (1952). În afară de studiile teologice, Ene Braniște a urmat și cursurile Seminarului pedagogic “Titu Maiorescu" din București (1937-1938) și apoi pe cele de la Facultatea de Litere (secția Limba română, 1945-1947). 
După absolvirea facultății, a devenit asistent universitar la Catedra de Teologie practică de la Facultatea de Teologie din București, predând cursurile de Liturgică și Pastorală (1938-1950). A predat până la sfârșitul vieții la Facultatea de Teologie, fiind promovat la gradul de conferențiar (1950) și apoi la cel de profesor titular (1950-1982). Pentru scurte perioade, a îndeplinit funcțiile de prorector (ianuarie 1970 - iulie 1971) și apoi de rector al Institutului (1980-1982). După pensionare, a continuat să lucreze ca profesor consultant la aceeași catedră, în cadrul Institutului Teologic Universitar București.
A fost îndrumător de doctorat în domeniul liturgicii, printre studenții săi numărându-se prof. dr. Laurențiu Streza (viitorul mitropolit al Ardealului) și dr. Zareh Baronian (arhimandritul mitrofor al Bisericii Armene).
Profesorul Braniște a îndeplinit și funcții în administrația patriarhală, cum ar fi cea de vicepreședinte al Comisiei de Pictură a Patriarhiei Române (1968-1983), pentru un timp membru cleric al Adunării Eparhiale și al Consiliului Eparhial al Arhiepiscopiei Bucureștilor, precum și membru în Comitetul tehnic al Institutului Biblic și de Misiune. A participat la întruniri ecumeniste peste hotare (mai ales la consfătuirile de la Chambesy în legătură cu data serbării Sfintelor Paști), susținând conferințe în Austria, Franța, Germania, Anglia.
Prof. dr. Ene Braniște a trecut la cele veșnice la data de 18 martie 1984 în orașul București, fiind înmormântat la Cimitirul Bellu.

## Lucrări publicate

### Cărți
- Explicarea Sfintei Liturghii după Nicolae Cabasila (teză de doctorat, București, 1943);
- Tâlcuirea dumnezeeștii Liturghii (de Nicolae Cabasila). Traducere din grecește și studiu introductiv (București 1946, reeditată la București, 1989);
- Anastasimatarul uniformizat II. Utrenierul sau Cântările Utreniei (de Duminică dimineața ale celor opt bisericești (București, 1954) - în colaborare;
- Cântările Sfintei Liturghi și podobiile celor opt glasuri (București, 1960) - în colaborare;
- Carte de cântări biscricești pentru credincioșii creștini ortodocși (București, 1975) - în colaborare;
- Tipic bisericesc (București, 1976) - în colaborare;
- Liturgică teoretică.  Manual pentru seminarele teologice (București, 1978) - în colaborare;
- Liturgica specială pentru Institutele teologice (București, 1980);
- Cântările Penticostarului (București 1980) - în colaborare;
- Liturgică generală cu noțiuni de artă bisericească (București, 1985, ed. a II-a, București, 1993).

De asemenea, prof. Braniște a diortosit, după textele originale, mai multe cărți de slujbă tipărite la București: Catavasierul (1959), Penticostarul (1973), Octoihul Mare (1975) și a revizuit ediția Liturghierului din 1980.

### Studii publicate în volume
- L’assemblee liturgique decrite dans les “Constitutions Apostoliques” et les differentes fonctions dans son cadre, în vol. "L’assemblee liturgique et les differentes roles dans l’assamblee. Conferences Saint-Serge" (Roma, 1977);
- Martiri și sfinți pe pământul Dobrogei de azi, în vol. "De la Dunăre la Mare. Mărturii istorice și monumente de artă creștină" (Galați, 1977 și 1979);
- Le cult byzantin comme expression de la foi orthodoxe, în vol. "La liturgie, expression de la foi. Conferences Saint Serge" (Roma, 1979);
- Sfântul Vasile cel Mare în cultul creștin, în vol. "Sfântul Vasile cel Mare. Închinare la 1600 de ani de la săvârșirea sa" (București, 1980).

### Articole
Prof. Braniște a publicat și alte studii, recenzii, predici, dări de seamă în următoarele reviste: “Biserica Ortodoxă Română", “Ortodoxia”, “Studii Teologice", “Glasul Bisericii", “Mitropolia Olteniei”, “Mitropolia Banatului” ș.a. Menționăm următoarele:
- Observațiuni și propuneri pentru o nouă ediție a Liturghierului românesc. Contribuție la problema revizuirii cărților noastre de ritual, în BOR an LXIII/1946 nr 4-6 p. 194-217 și nr. 7-9 p. 333-351;
- Preotul de azi ca liturghisitor. Lipsuri și scăderi. Cauzele lor, Mijloace de îndreptare", în Studii Teologice an I 1949 nr. 1-2 p. 97-118 și nr 3-4 p. 252-266;
- Uniformitatea și săvârșirea serviciilor divine, în ST, an I, 1949, nr 9-10 p.781-813;
- Despre “inovații” în săvârșirea serviciilor divine, în ST, an V, 1953, nr.3-4 p.279-303;
- Problema unificării calendarului liturgic în Bisericile Ortodoxe, în “Ortodoxia” an VII, 1955, nr.2 p.181-216
- Unitate și varietate în cultul liturgic al Bisericii Ortodoxe Autocefale, în ST, an VII, 1955, nr. 7-8 p. 423-444
- Liturghiile romano-catolice în comparație cu cele ortodoxe, în “Ortodoxia”, an IX, 1957 nr.1, p. 119-137
- Liturghierul slavon tipărit de Macarie la 1508, în BOR an LXXVI, 1958, nr 10-11 p.1038-1068;
- Liturghia Darurilor mai înainte sfințite, în ST, an X/1958 nt.3-4 p. 176-192;
- Deosebiri interconfesionale cu privire la Sf. Taine, în “Ortodoxia”, an XI, 1959, nr.4 p.499-517;
- Rânduiala slujbei în sobor cu preoți, fără deacon, în BOR an LXXVIII, 1960 nr,3-4 p. 218-257;
- Istoria și explicarea slujbei Vecerniei, în BOR, an LXXXIV, 1966, nr.5-6 p.513-532;
- Cântările din slujbele Sfintelor Paști, în ST, an XVI, 1966, nr. 1-2, 90 p. (în colaborare);
- Cultul bisericilor creștine din Orient. Liturghiile riturilor orientale, în “Ortodoxia” an XVIII, 1966, nr.1, p.85-131;
- Cultul bisericilor vechi catolice în comparație cu cel ortodox și cu cel catolic, în  “Ortodoxia”, an XX, 1968, nr.1 p. 26-61;
- Cântările din slujbele Botezului, Cununiei, Tedeumului și inmormântării, în ST, an. XVI, 1964, nr. 1-2 , 104 p. (în colaborare);
- Literatura liturgică în teologia românească, în BOR, an LXXXIX, 1971, nr.1-2 p.121-134;
- Slujba utreniei. Istoric și explicare, în ST, an.XXIV, 1972, nr 1-2 p.70-89 ș.a.

## Aprecieri critice
„Părintele profesor Ene Braniște și-a dobândit locul de cinste, impunându-se prin întreaga sa activitate de maiestuos liturghisitor, de dascăl de mare vocație și de teolog de mare profunzime. Bogata și prodigioasa sa operă de istorie, teologie și spiritualitate liturgică, de pastorală și de artă creștină, a completat și fundamentat aceste discipline ale Teologiei.”—Laurențiu Streza